# Informel

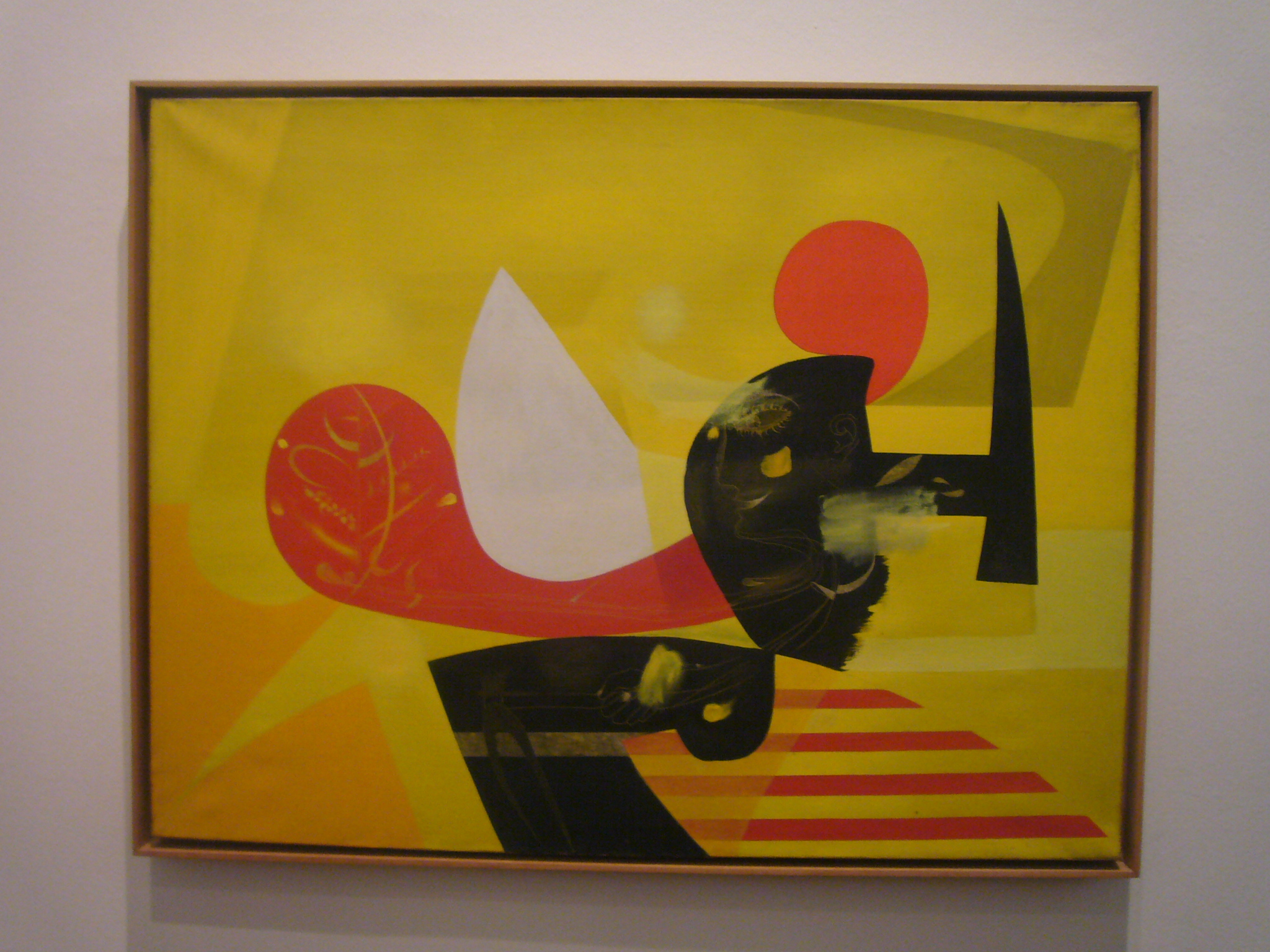
Obraz Antoni Tàpiese z roku 1952

Informel, art informel nebo informalismus bylo výtvarné hnutí, jež lze vymezit léty 1943–1950. Pod pojem se obvykle shrnují všechny tendence negeometricky abstraktní a akční malby své doby, a to zejména ve Francii a zbytku Evropy – podobné tendence ve Spojených státech se obvykle zahrnují do abstraktního expresionismu, jenž počíná rokem 1946. V rámci hnutí je identifikováno několik charakteristických trendů a podskupin, jako je lyrická abstrakce, matterismus, Nová pařížská škola, tachismus či art brut. Za představitele informelu bývají označováni Jean Dubuffet, Henri Michaux, Pierre Soulages, Antoni Tàpies, Nicolas de Staël, Eduardo Chillida, Maria Helena Vieira da Silva, Jean-Paul Riopelle, Willi Baumeister, Wols, Hans Hartung, Ernst Wilhelm Nay, Serge Poliakoff, Georges Mathieu, Alberto Burri nebo Jean Fautrier. Nejvýznamnějším představitelem českého informelu byl Vladimír Boudník.